# Air pulsé
L'air pulsé est un air qui circule sous pression.  L'air est généralement propulsé par un ventilateur ou plus largement une soufflerie, c'est pourquoi il est qualifié de pulsé, qui signifie littéralement soufflé, projeté.    

## Étymologie
« Air pulsé » vient de l'anglais to pulse, qui revêt le même sens.

## Applications

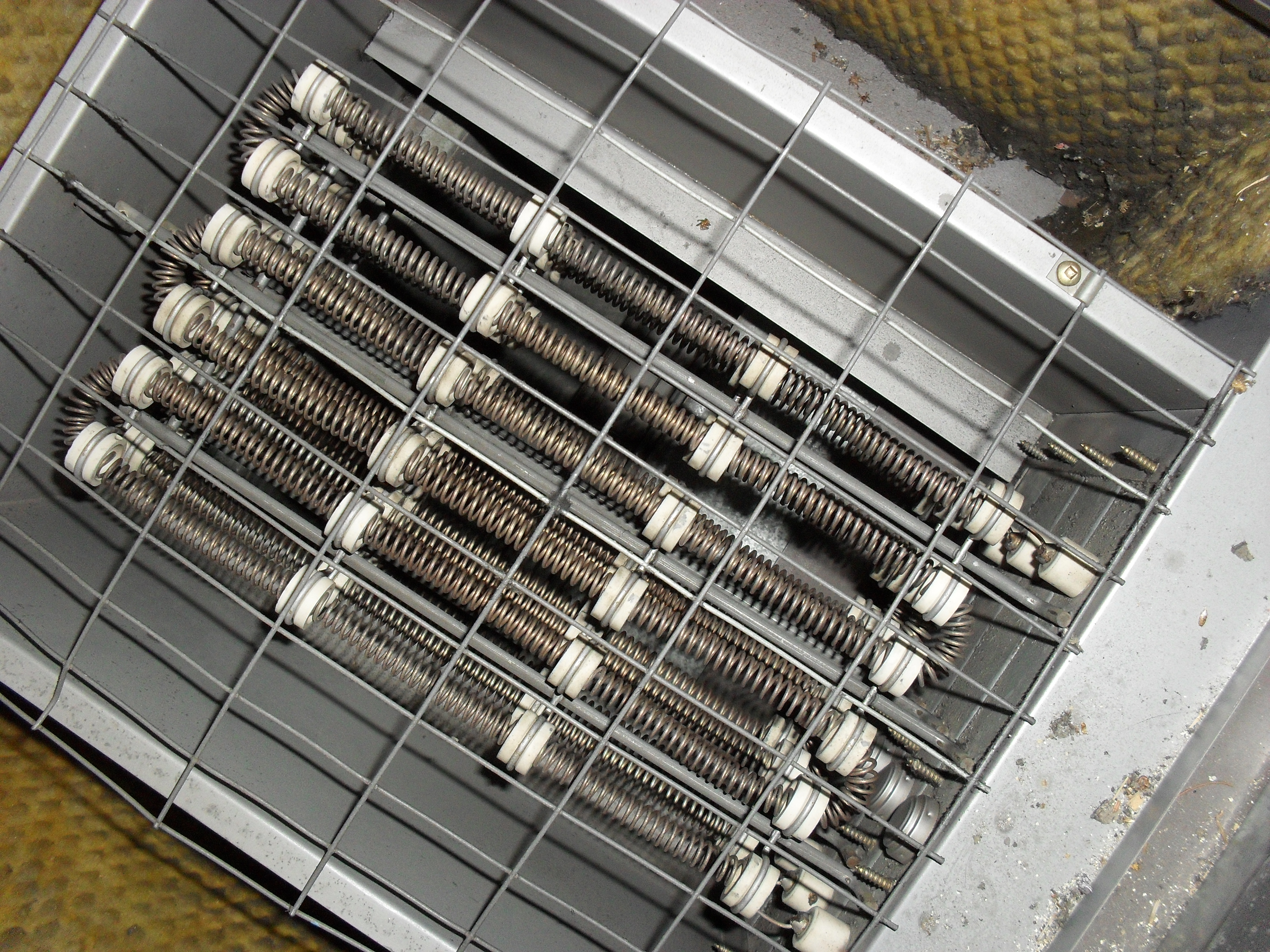
Chauffage à résistance électrique et air pulsé - 30 kW

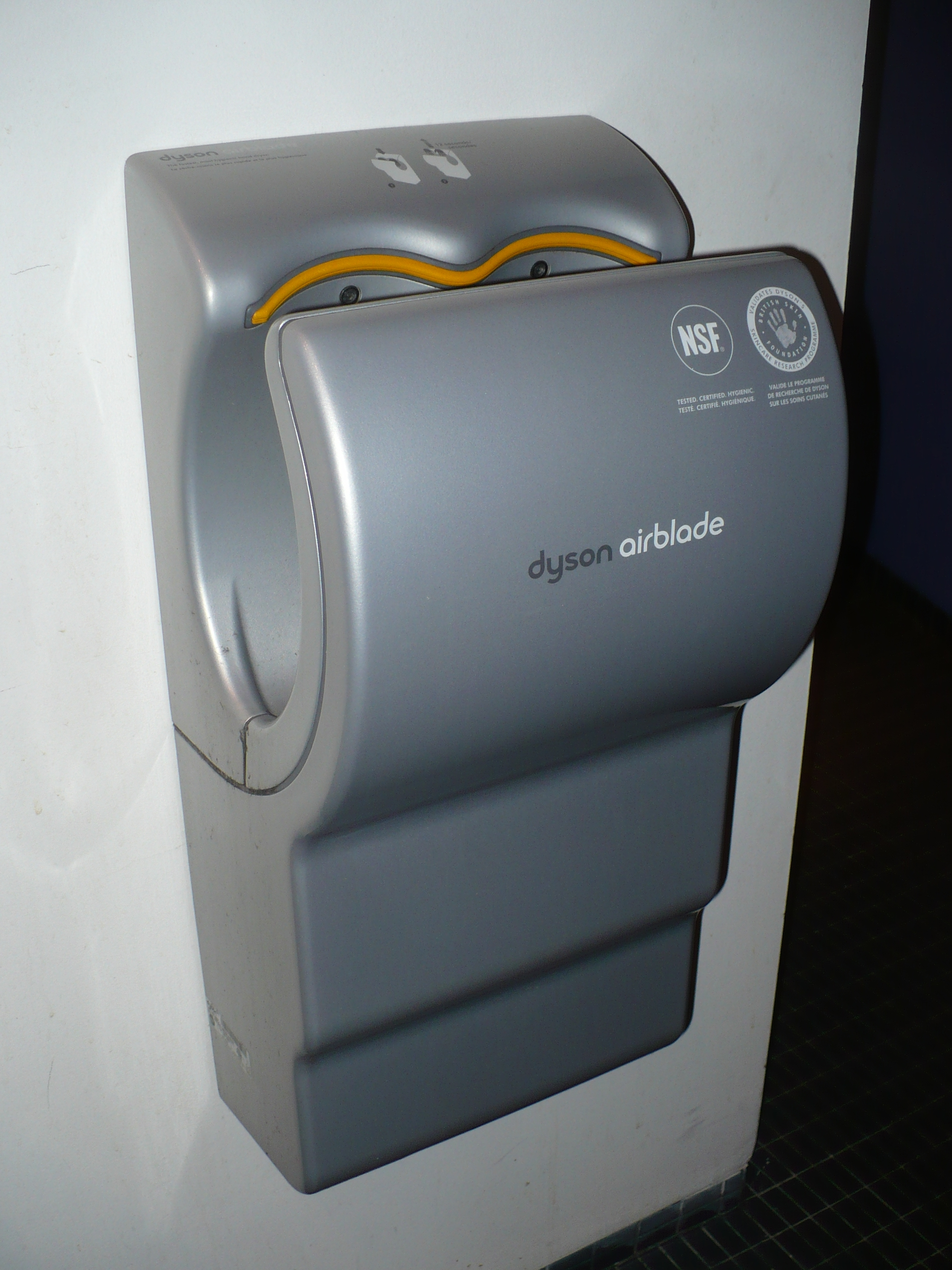
Sèche-mains à air pulsé

Le séchage à air pulsé est employé dans différentes applications telles que le sèche-mains, le sèche-cheveux, le sèche-bottes, les sécheurs industriels... :    
- Chauffage par air pulsé, direct ou indirect,
- Ballons ou colonnes à air pulsé, pour les loisirs ou l'événementiel,
- Diffuseurs d'huiles essentielles à air pulsé,
- Brûleurs de gaz à air pulsé, en lieu et place des brûleurs atmosphériques des chaudières traditionnelles[4],
- Chariots-repas à air pulsé, utilisés dans les hôpitaux[5],
- Pistolet à peinture à air pulsé,
- Tir à air pulsé,
- Friteuse sans huile à air chaud pulsé.

Pour les appareils utilisant des combustibles, il existe deux modes de chauffage de l'air pulsé. 

### Mode direct
L'air est réchauffé directement par l'énergie de combustion provenant du gaz, du fioul. Les gaz se combustion se mélangent à l'air réchauffé. Ces modèles sont de fait adaptés aux locaux bien ventilés ou exempts de personnel. 

### Mode indirect
Il est indirect lorsque les gaz de combustion sont évacués séparément de l'air réchauffé. Ces modèles sont utilisés dans des lieux fermés et en présence de personnel, par exemple pour le chauffage d'habitations.

## Four à chaleur tournante et air pulsé

### Chaleur tournante
La chaleur tournante est un mode de cuisson dont sont dotés les fours ménagers.  Elle correspond à un air qui tourne dans la cavité du four, à l'aide d'un ventilateur pour le répartir uniformément. Elle est générée de deux façons, avec de :     
- l'air pulsé
- l'air brassé

#### Avantages
Les avantages de la chaleur tournante sont multiples :
- cuisson plus rapide, car l'air circule plus rapidement que dans un four traditionnel ; le temps de préchauffe du four est également abaissé,
- cuisson plus homogène
- possibilité de cuire sur plusieurs niveaux, à une température identique
- pas de transfert de saveurs entre les niveaux...

#### Inconvénients
- ils ne permettent la cuisson simultanée que d’aliments de même nature, nécessitant une même cuisson.
- le bruit du ventilateur lors de sa mise en marche, et de son fonctionnement.

### Fonctionnement
Il existe deux façons de créer cette chaleur tournante :
Chaleur tournante à air pulséUn ou plusieurs ventilateurs soufflent l'air au travers d'une résistance circulaire ou d'un chauffage au gaz, de façon à obtenir une convection forcée très rapide et uniforme. Cette fonction est idéale pour la cuisson des grosses pièces (volailles, rôtis...). Elle est également adaptée à la cuisson sur plusieurs niveaux du four (petits gâteaux sur plusieurs plateaux par exemple) car, quelle que soit la hauteur à laquelle on place les plateaux, la chaleur est toujours la même (pas d'influence des parois, par radiation, dans ce cas).
Chaleur tournante à air brassé (appelée aussi cuisson intensive)Elle s'obtient en faisant chauffer les éléments haut et bas du four et en brassant l'air chaud obtenu. En plus de la convection forcée de l'air chaud brassé, on y ajoute la chaleur radiative des éléments chauffants haut et bas. Cette fonction est idéale, notamment pour les pâtisseries, pour la cuisson de contenus très humectés.

## Chauffage de locaux à air pulsé
Ce type de chauffage est appelé à air pulsé, car l'air pulsé, est bien envoyé en étant soufflé au moyen de conduits alimentant l'endroit devant être chauffé, qu'il s'agisse d'un bâtiment, d'une caravane ou d'autres types de véhicules.
Pour une installation domestique, par rapport à d'autres systèmes de chauffage, les avantages sont :
- Coût d'installation assez bas.
- Facilité d'assainissement de l'air, l'air entrant passe à travers un système de filtrage dépendant de la qualité d'air recherchée.
- Flexibilité, possibilité d'ajouter un radiateur de rafraîchissement de l'air pompe à chaleur.
- L'air chaud est diffusé uniformément dans les différentes pièces, cette diffusion peut être facilement commandée en fonction des besoins.
- Possibilité de contrôler le taux d'hygrométrie des pièces.
- Les circuits de fluides caloporteurs utilisent un mélange d'eau et de glycol pour éviter le gel.
- Le système est souvent couplé avec une pompe à chaleur.
- Le confort de ce type de système est très dépendant du niveau de sophistication du système de contrôle.